# Marcelino Agirrezabala
Jorge Marcelino Agirrezabala Ibarbia (Bilbao, 29 de marzo de 1902-Bilbao, 31 de mayo de 1975) fue un futbolista español conocido como Chirri I que jugaba en la demarcación de delantero. Era el hermano mayor de Ignacio Agirrezabala.

## Trayectoria
Fue jugador del Athletic Club entre 1919 y 1927, periodo en el que conquistó un título de Copa en 1923.

## Selección nacional
Jugó un total de cinco partidos con la selección de fútbol de España. Hizo su debut el 9 de marzo de 1924 en un partido amistoso contra Italia que finalizó con un resultado de empate a cero. En su segundo partido, tras la convocatoria de Pedro Parages, disputó los Juegos Olímpicos de París 1924, de nuevo en un encuentro contra Italia, aunque esta vez se saldó con un resultado de derrota por 1-0 a favor del combinado italiano tras un gol en propia meta de Pedro Vallana. Su quinto y último partido lo jugó el 4 de octubre de 1925 en calidad de amistoso contra Hungría que terminó con un marcador de 0-1 a favor de España tras un gol de Carmelo Goyenechea.

### Participaciones en Juegos Olímpicos
| Juegos Olímpicos               | Sede    | Resultado     | Partidos | Goles |
| ------------------------------ | ------- | ------------- | -------- | ----- |
| Juegos Olímpicos de París 1924 | Francia | Primera ronda | 1        | 0     |

## Clubes
| Club          | País   | Año         |
| ------------- | ------ | ----------- |
| Athletic Club | España | 1919 - 1927 |

## Palmarés

### Campeonatos regionales
| Título                       | Club          | País   | Año  |
| ---------------------------- | ------------- | ------ | ---- |
| Campeonato del Norte         | Athletic Club | España | 1920 |
| Campeonato del Norte         | Athletic Club | España | 1921 |
| Campeonato Regional Vizcaíno | Athletic Club | España | 1923 |
| Campeonato Regional Vizcaíno | Athletic Club | España | 1924 |
| Campeonato Regional Vizcaíno | Athletic Club | España | 1926 |

### Campeonatos nacionales
| Título       | Club          | País   | Año  |
| ------------ | ------------- | ------ | ---- |
| Copa del Rey | Athletic Club | España | 1921 |
| Copa del Rey | Athletic Club | España | 1923 |